# コケガエル
コケガエル（苔蛙、Theloderma corticale）は、アオガエル科に分類されるカエル。別名ベトナムコケガエル。

## 分布
ベトナム固有種

## 形態
体長6-8cm。オスよりもメスの方が大型になる。皮膚にはいぼが密集する。体色は緑色や赤褐色、黒褐色等が複雑に入る。体側面には斑点がない。

## 生態
山地にある森林内を流れる渓流沿いに生息する。
食性は動物食で、昆虫類、節足動物等を食べる。
繁殖形態は卵生で、水上にある石や倒木等に卵を産む。

## 人間との関係
ペットとして飼育されることもあり、日本にも輸入されている。野生個体、繁殖個体共に流通する。日本国内でも飼育下繁殖例が知られている。山地の渓流沿いに生息するためか高温と蒸れに弱いため、通気には気をつける必要がある。